# Žabokreky nad Nitrou
Žabokreky nad Nitrou (em húngaro: Nyitrazsámbokrét) é um município da Eslováquia, situado no distrito de Partizánske, na região de Trenčín. Tem 6,98 km² de área e sua população em 2018 foi estimada em 1.745 habitantes.

## Demografia
| Ano:        | 1994 | 2004   | 2014   | 2024   |
| ----------- | ---- | ------ | ------ | ------ |
| Broj ljudi: | 1633 | 1658   | 1686   | 1710   |
| Razlika:    |      | +1,53% | +1,68% | +1,42% |

| Ano:               | 2023 | 2024   |
| ------------------ | ---- | ------ |
| Número de pessoas: | 1703 | 1710   |
| Diferença:         |      | +0,41% |